# Colorfieldpainting

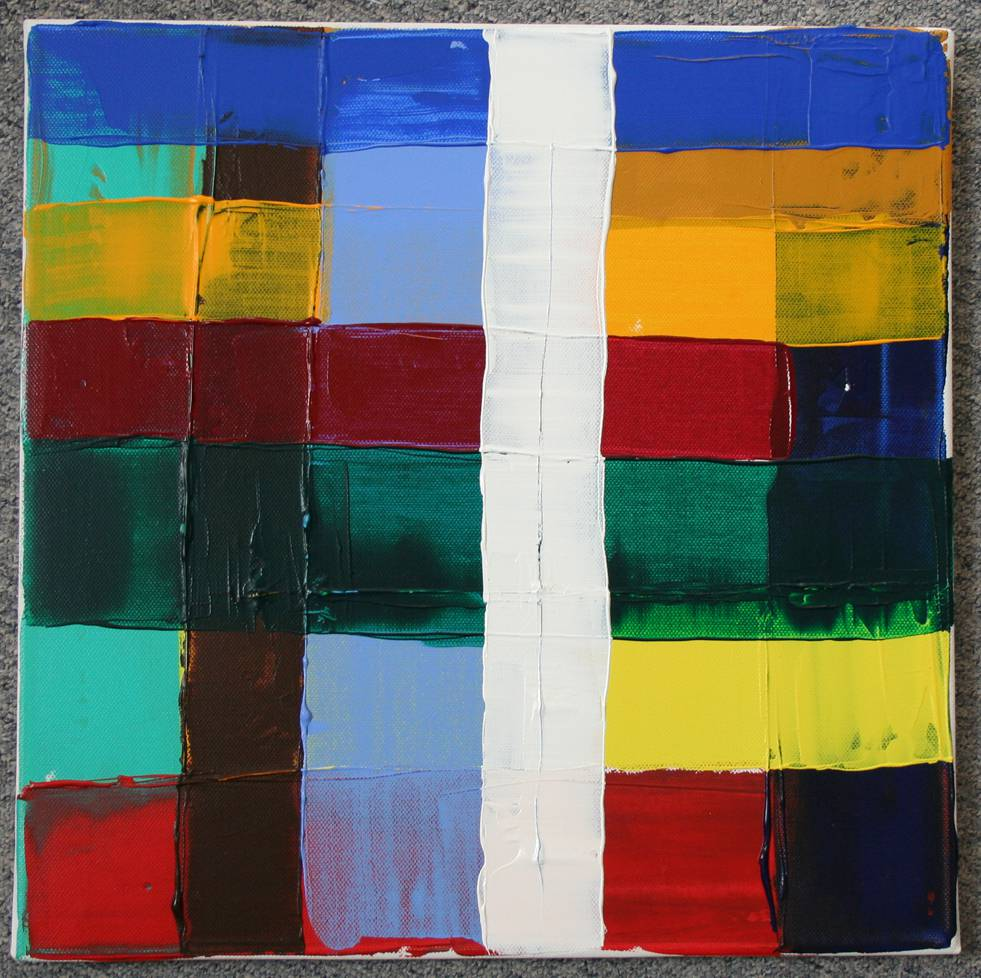
Colorfieldpainting

Colorfieldpainting is een variant binnen de abstract expressionistische schilderkunst in de Verenigde Staten.

## Toelichting
Binnen de colorfieldpainting wordt er gewerkt met relatief grote kleurvlakken of kleurvelden om een meditatieve stemming te wekken bij de kijker. Men legt de nadruk op grote monochromatische (eenkleurige) vlakken, om op die wijze aan het fenomeen kleur een zo groot mogelijke uitdrukkingskracht te geven. Mark Rothko ontwikkelt al in 1947 deze formule, waarbij hij verklaart "Ik streef ernaar ingewikkelde gedachten eenvoudig weer te geven." Vierkante of rechthoekige vlakken, in egale kleuren en onderling verschillend in hoogte of breedte, worden zodanig op doek gebracht, dat ze in eindeloosheid lijken te zweven en de indruk wekken niet te worden beperkt door de begrenzing van het doek. 
Naast abstract expressionistische schilders als Clyfford Still, Rothko en Barnett Newman worden ook kunstenaars die gerelateerd zijn aan de post-painterly abstraction tot de kleurvlakschilders gerekend. Tot de belangrijkste behoren Morris Louis, Kenneth Noland, en Jules Olitski.
Een verwant kunstenaar is Josef Albers, die uit het Bauhaus kwam, en vanaf 1950 een reeks Hommage aan het vierkant creëerde. 
Andere beoefenaars van colorfieldpainting zijn Edward Avedisian, Richard Diebenkorn, Sam Francis, Helen Frankenthaler, Al Held, Hans Hofmann, Ellsworth Kelly, Robert Motherwell, Larry Poons, Ad Reinhardt, Frank Stella, Larry Zox en Sam Gilliam.
absolute schilderkunst ·  abstract expressionisme · abstracte kunst · academische kunst · actionpainting · art brut · art deco · classicisme · colorfieldpainting · dadaïsme · expressionisme · fauvisme · figuratieve kunst · futurisme · hard edge · hyperrealisme · impressionisme · informele schilderkunst · jugendstil · kubisme · luminisme · magisch realisme · maniërisme · minimal art · naïeve kunst · naturalisme · neo-expressionisme · neo-impressionisme · nieuwe beelding · nieuwe zakelijkheid · op-art · orphisme · oriëntalisme · piëtisme · pittura metafisica · pixel art · pointillisme · popart · postimpressionisme · prerafaëlieten · primitivisme · realisme · romaans . romantiek · sociaal realisme · suprematisme · surrealisme · symbolisme · tachisme